# ウェブスターのホルン方程式
ウェブスターのホルン方程式（ウェブスターのホルンほうていしき、英: Webster's equation）は、断面積が空間的に非一様であるような気柱における音波を記述する偏微分方程式である。音響学においてホルンなどの管楽器での音響共鳴を扱う簡単なモデルを与える。
1919年のアーサー・ゴードン・ウェブスターによる研究にちなんでウェブスターの方程式と呼ばれるが、この方程式はダニエル・ベルヌーイやジョゼフ＝ルイ・ラグランジュ、レオンハルト・オイラーらの時代から調べられてきた。

## 概要
細長い管の内部を伝播する音波について考える。管に沿って{\displaystyle x} 軸を取る（すなわち {\displaystyle (y,z)}-平面が気柱の断面となる）。管の断面積 {\displaystyle S} が {\displaystyle x} 軸に沿って変化するとき、{\displaystyle S} は座標 {\displaystyle x} の関数 {\displaystyle S=S(x)} とみなせる。ウェブスターのホルン方程式においては、考えている音波の波長 {\displaystyle \lambda } に対して次の条件を満足することが仮定される。
- 管の半径 {\displaystyle \sim {\sqrt {S/\pi }}} が波長 {\displaystyle \lambda } に比べて十分小さいこと。
- 管の断面積 {\displaystyle S} は、管の半径程度の距離スケールでのみゆるやかに変化すること。

これらの条件は、波長が長い低周波の音波に対してのみウェブスターのホルン方程式は成立することを意味している。
気柱内を {\displaystyle x} 軸方向に伝播する音波は、時刻 {\displaystyle t} および座標 {\displaystyle x} の関数としての音圧 {\displaystyle p=p(t,x)} によって表される。上記の状況では音圧 {\displaystyle p} は波動方程式を修正した偏微分方程式
{\displaystyle -{\frac {1}{c^{2}}}{\frac {\partial ^{2}p}{\partial t^{2}}}+{\frac {1}{S(x)}}{\frac {\partial }{\partial x}}\left(S(x){\frac {\partial p}{\partial x}}\right)=0}
を満足する。ここに {\displaystyle c} は音速である。これがウェブスターのホルン方程式である。あるいは角振動数 {\displaystyle \omega } の音波を考えるとき（すなわち時間依存性についてフーリエ変換するとき）、ウェブスターのホルン方程式はヘルムホルツ方程式を修正した
{\displaystyle {\frac {1}{S(x)}}{\frac {\partial }{\partial x}}\left(S(x){\frac {\partial p}{\partial x}}\right)+k^{2}p=0}
へと帰着される（{\displaystyle k=\omega /c} は波数）。この形の方程式もウェブスターのホルン方程式と呼ばれる。なお速度ポテンシャルも同じ形の方程式を満足する。
管内における音波の波面は管壁および中心軸に垂直であり厳密には湾曲しているものの、ウェブスターのホルン方程式は波面の曲率を無視する近似を施すことに対応する。これは開口部があまり急激に広がらないホルンまたは角笛形の管について妥当な近似である。

## 物理学的背景
ウェブスターのホルン方程式は以下の流体力学的な考察によって導出される。断面 {\displaystyle x} および {\displaystyle x+\Delta x} によって囲まれる体積 {\displaystyle \Delta V=S(x)\Delta x} の領域について、時間 {\displaystyle \Delta t} におけるこの領域の質量の変化分は、断面 {\displaystyle S(x)} からの流入量と断面 {\displaystyle S(x+\Delta x)} からの流出量の差し引き
{\displaystyle S(x)\rho (x)v(x)\Delta t-S(x+\Delta x)\rho (x+\Delta x)v(x+\Delta x)\Delta t=-{\frac {\partial (S\rho v)}{\partial x}}\Delta x\Delta t}
により与えられる。これを問題の領域の密度の増分による質量変化
{\displaystyle {\frac {\partial \rho }{\partial t}}S\Delta x\Delta t}
と等置することにより、非一様な断面を持つ気柱における連続の方程式
{\displaystyle {\frac {\partial \rho }{\partial t}}+{\frac {1}{S}}{\frac {\partial (S\rho v)}{\partial x}}=0}
が導かれる。これとオイラー方程式を連立し音圧 {\displaystyle p} に関して整理することによりウェブスターのホルン方程式が得られる。

## 性質
管の半径 {\displaystyle a={\sqrt {S/\pi }}} から horn function {\displaystyle F={\frac {1}{a}}{\frac {d^{2}a}{dx^{2}}}} を導入するとき、これが波数 {\displaystyle k=\omega /c} と
{\displaystyle k^{2}<F}
という関係にあるならばその領域で音波は伝播することができない。その境界となる振動数をその点での cutoff frequency と呼ぶ。特に horn function {\displaystyle F} が管全体で一定値を取る場合を Salmon horn と呼び、詳しく調べられている。
なお、Rossing & Fletcher は管の開き方がゆっくりとはみなせない場合を想定し、音圧の代わりに関数 {\displaystyle \psi =S^{1/2}p} を導入している。この場合、ウェブスターのホルン方程式は
{\displaystyle {\frac {\partial ^{2}\psi }{\partial x^{2}}}+\left(k^{2}-{\frac {1}{a}}{\frac {d^{2}a}{dx^{2}}}\right)\psi =0}
と書き換えられる。

## 具体例

### 円錐管
円錐形の管の場合、断面積 {\displaystyle S} は座標 {\displaystyle x^{2}} に比例する。対応するウェブスターのホルン方程式
{\displaystyle -{\frac {1}{c^{2}}}{\frac {\partial ^{2}p}{\partial t^{2}}}+{\frac {1}{x^{2}}}{\frac {\partial }{\partial x}}\left(x^{2}{\frac {\partial p}{\partial x}}\right)=0}
には平面波解
{\displaystyle p(t,x)={\frac {1}{x}}(Ae^{ikx}+Be^{-ikx})}
が存在する（{\displaystyle A}, {\displaystyle B} は定数）。
なお、ウェブスターのホルン方程式から閉じた円錐管（一方の口が開き他方の口が閉じているもの）における音響共鳴条件が導かれる。管の閉じた口を {\displaystyle x_{1}}、管の開いた口を {\displaystyle x_{2}} とおくと、（開口端補正を無視するとき）共鳴波数は
{\displaystyle kL=n\pi -\tan ^{-1}kx_{1}\ \ (n=1,2,\cdots )}
により与えられる（{\displaystyle L=x_{2}-x_{1}} とおいた）。管がほぼ円柱とみなせるときにはこれは閉管における共鳴条件に帰着する一方で、管が完全な円錐であるときには開管の共鳴条件に一致する。

### 指数関数
断面積 {\displaystyle S} が座標 {\displaystyle x} の指数関数 {\displaystyle S\propto e^{x/l}} である場合、ウェブスターのホルン方程式の解として
{\displaystyle p(t,x)=e^{-x/2l}(Ae^{i\kappa x}+Be^{-i\kappa x})}
が得られる（{\displaystyle A}, {\displaystyle B} は定数）。

### Bessel horn
断面積 {\displaystyle S} が {\displaystyle S=Bx^{-2\varepsilon }} （{\displaystyle B}, {\displaystyle \varepsilon } は定数）により与えられる管を Bessel horn と呼ぶ。{\displaystyle \varepsilon =0} のときは単なる円柱に、{\displaystyle \varepsilon =-1} のときは円錐管に帰着する。Bessel horn における定在波は
{\displaystyle p(x)=Ax^{\varepsilon +1/2}J_{\varepsilon +1/2}(kx)}
とベッセル関数を用いて表示することができる（なおノイマン関数 {\displaystyle N_{\varepsilon +1/2}} に対応するもうひとつの独立解も存在する）。